# Afroleptomydas rutilus
Afroleptomydas rutilus är en tvåvingeart som beskrevs av Hesse 1969. Afroleptomydas rutilus ingår i släktet Afroleptomydas och familjen Mydidae. Inga underarter finns listade i Catalogue of Life.